# جولييان باستور
جولييان باستور (بالإسبانية: Julián Pastor)‏ هو كاتب سيناريو ومونتير ومخرج وممثل مكسيكي، ولد في 18 أكتوبر 1943 بمدينة مكسيكو في المكسيك، وتوفي بنفس المكان في 24 أغسطس 2015.

## وصلات خارجية
- جولييان باستور على موقع IMDb (الإنجليزية)
- جولييان باستور على موقع ألو سيني (الفرنسية)
- جولييان باستور على موقع أول موفي (الإنجليزية)
- جولييان باستور على موقع قاعدة بيانات الأفلام السويدية (السويدية)
- جولييان باستور على موقع قاعدة بيانات الفيلم (الإنجليزية)
- جولييان باستور على موقع كينوبويسك (الروسية)